# Chilomycterus schoepfii
Chilomycterus schoepfii е вид лъчеперка от семейство Риби таралеж (Diodontidae). Възникнал е преди около 3,6 млн. години по времето на периода неоген. Видът не е застрашен от изчезване.

## Разпространение и местообитание
Разпространен е в Бахамски острови, Бермудски острови, Бразилия, Канада, Куба, САЩ и Тринидад и Тобаго.
Обитава крайбрежията и пясъчните дъна на морета, заливи, лагуни, рифове и реки.

## Описание
На дължина достигат до 27,9 cm, а теглото им е максимум 630 g.